# Phyllochaetopterus prolifica
Phyllochaetopterus prolifica är en ringmaskart som beskrevs av Thomas Henry Potts 1914. Phyllochaetopterus prolifica ingår i släktet Phyllochaetopterus och familjen Chaetopteridae. Inga underarter finns listade i Catalogue of Life.